# Euclystis fulica
Euclystis fulica là một loài bướm đêm trong họ Erebidae.